# Distrito de Gulu
Gulu es un distrito situado en Uganda, más precisamente al norte del país. Tomando su nombre de su centro comercial, la ciudad de Gulu (que es también su ciudad capital). Posee 11.732 km² de superficie. Es uno de los tres distritos que forman la patria histórica del grupo étnico acholi, también conocida como Acholiland. Está a 332 kilómetros al norte de la capital del país, Kampala. Consiste en cuatro condados: Kilak, Achwa, Omoro, y Nwoya (los condados de Kilak y de Nwoya se han integrado para formar el distrito de Amuru). Se ha visto históricamente como el más importante e influyente de los distritos norteños. Comparte las fronteras con siete otros distritos, así como con Sudán. El censo de 2014 otorga la cifra de 436 345 habitantes en este distrito. Más del 90% de la población se considera rural. La carretera principal que va de Kampala hasta al norte pasa a través del distrito de Gulu.
Gulu es el lugar de nacimiento del poeta Okot p'Bitek. Ha sido la localización de varias zonas de batallas del Ejército de Resistencia del Señor y es, además, el lugar de nacimiento de Alicia Auma y Joseph Kony. Alrededor el 90% de la población se ha desplazado, sobre todo en los campos arracimados alrededor de ciudades y de centros de negocios. 